# Winner (pel·lícula)
Winner és una pel·lícula de comèdia dramàtica negra del 2024 dirigida per Susanna Fogel i escrita per Kerry Howley. La pel·lícula és protagonitzada per Emilia Jones com a Reality Winner. També és protagonitzada per Connie Britton, Danny Ramírez, Kathryn Newton i Zach Galifianakis. S'ha doblat al català.
Es va estrenar al Festival de Cinema de Sundance el 20 de gener de 2024 i va arribar a sales el 13 de setembre de 2024 a càrrec de Vertical.
La pel·lícula es basa en la vida de Reality Winner, que va filtrar un informe d'intel·ligència sobre la interferència russa en les eleccions presidencials dels Estats Units de 2016.